# دانشگاه هوش مصنوعی محمد بن زاید
دانشگاه هوش مصنوعی محمد بن زاید (MBZUAI) یک دانشگاه در شهر ابوذبی است که مدرک دانشگاهی پیشرفته همچون کارشناسی ارشد و دکتری اعطا می‌کند. این دانشگاه در سال ۲۰۱۹ گشایش یافته‌است و برنامه‌هایی را در زمینه هوش مصنوعی برای دانشجویان بومی و فرامرزی ارائه می‌دهد. گشایش این دانشگاه بخشی از راهبرد هوش مصنوعی امارات متحده عربی برای سال ۲۰۳۱ است که برای آن نخستین وزیر هوش مصنوعی در امارات آغاز به کار کرد.
این دانشگاه بورسیه تحصیلی کاملی را از جمله مزایایی مانند کمک هزینه ماهیانه، بیمه درمانی و اقامت در اختیار دانشجویان پذیرفته شده قرار می‌دهد. نخستین دور کلاس‌ها از سپتامبر ۲۰۲۰ آغاز خواهد شد.
- بینایی رایانه ای (دکتری)
- یادگیری ماشین (دکتری)
- پردازش زبان طبیعی (دکتری)
- بینایی رایانه ای (کارشناسی ارشد)
- یادگیری ماشین (کارشناسی ارشد)
- پردازش زبان طبیعی (کارشناسی ارشد)[۵]

## پژوهش
پژوهش‌ها بر روی مضامین زیر تمرکز دارد:
- خدمات و کیفیت زندگی.
- فناوری‌های صنعتی و ساخت و ساز.
- پاسداری از منابع حیاتی و محیط زیستی.[۲]